# Neolitsea brassii
Neolitsea brassii är en lagerväxtart som beskrevs av C. K. Allen. Neolitsea brassii ingår i släktet Neolitsea och familjen lagerväxter. Inga underarter finns listade i Catalogue of Life.